# Florijn de flierefluiter
Florijn de flierefluiter is het negende lange stripverhaal uit de reeks van Douwe Dabbert. Het is geschreven door Thom Roep en getekend door Piet Wijn. De eerste albumuitgave was in 1982. Het verhaal verscheen ook als vervolgverhaal in de nrs. 53-1981 t/m 15-1982 van de Donald Duck.

## Het verhaal
Op de heide ziet Douwe Dabbert een jachtstoet, waaruit een jonge vrouw te paard probeert te ontsnappen. Het paard struikelt en Douwe schiet de vrouw te hulp. Ze geeft hem een beurs met een wapen erop. Vrijwel direct daarna arriveren twee mannen, die Douwe uit de weg willen ruimen omdat hij nu te veel over de vrouw weet. Een van hen achtervolgt Douwe en gooit hem in een ravijn, maar Douwe weet zich vast te grijpen aan een tak. In de waan dat Douwe is uitgeschakeld, keert de man terug.
Het wapen op de beurs blijkt dat van het nabijgelegen stadje en graafschap Falckesteyne te zijn. Douwe besluit hier op onderzoek uit te gaan. Onderweg stuit hij op een vrolijke zwerver, die zich "Florijn de flierefluiter" noemt. Florijn steelt zijn kostje bij elkaar, bedelt of verdient iets als straatmuzikant naargelang het hem uitkomt. Hij laat zijn aapje Jacob regelmatig dingen voor hem stelen. 
Florijn reist met Douwe mee naar Falckesteyne omdat daar de jonge gravin gaat trouwen, wat gepaard gaat met grote openbare festiviteiten, en waar voor hem dus veel te verdienen valt. Bovendien woont er een oom van hem. Douwe en Florijn overnachten in een herberg, waar Florijn wat bijverdient door muziek te maken. Hij stuurt zijn aap eropuit om eten te stelen.
De gravin, Gwendoline, blijkt het meisje te zijn dat Douwe eerder ontmoette en dat hem haar beurs gaf. Haar neef en aanstaande bruidegom, Justus, is degene die opdracht gaf Douwe te vermoorden; kennelijk mag niemand van buitenaf contact met Gwendoline hebben. Gwendoline moet uiterlijk op haar 21e verjaardag getrouwd zijn, anders moet ze op die dag zeer tegen haar zin met Justus in het huwelijk treden. Justus beseft dat aan het huwelijk de graventitel verbonden is en wil de macht met zijn handlangers overnemen. Alle pogingen van Gwendoline om haar jeugdliefde Roderick van Berenbrouck te waarschuwen worden onderschept. 
Douwe vindt dat ze iets moeten doen om Gwendoline te helpen, maar Florijn antwoordt keer op keer dat dit geen enkele zin heeft; niemand weet immers waar Roderick zich ophoudt. Douwe besluit echter niet bij de pakken te blijven neerzitten en komt met een plan. Op een avond laat hij zich in de stromende regen met een door Florijn aangedreven takel naar Gwendolines torenkamer hijsen. Daar heeft hij een kort gesprek met haar en geeft haar de beurs terug. Dan verschijnen er ineens twee onbekende mannen en Douwe moet zich verbergen. Florijn blijkt te zijn verdwenen en een onbekende man takelt Douwe neer en gooit hem het kasteel uit.
De volgende dag, de dag voor het huwelijk, komt Douwe erachter dat Florijn nog gewoon in de stad is en de herbergier betaald heeft met de beurs van Gwendoline. Douwe trekt hieruit de conclusie dat Florijn zijn aap naar de torenkamer heeft gestuurd om de beurs te stelen. Woedend valt hij Florijn midden op straat aan, maar wordt dan door de rakkers van de schout in het cachot gegooid. Florijn hoeft de cel blijkbaar niet in, Douwe herinnert zich dat de schout Florijns oom is.
Tot zijn verbazing wordt Douwe de dag erna alweer vrijgelaten. Hij krijgt de opdracht om een deur te bewaken. De schout had in de nacht ervoor alle handlangers van Justus op laten pakken. Bij de plechtigheid maakt Roderick zich bekend en maakt bezwaar omdat hij de oudste rechten heeft. Omdat Gwendoline nog tot middernacht een echtgenoot mag kiezen (het is immers haar verjaardag) kiest ze hem als bruidegom in plaats van Justus. Justus hoort dan tot zijn verbazing dat zijn handlangers gevangen zijn. Justus trekt daarop een pistool, maar wordt ontwapend door het aapje. Justus wordt ook opgesloten. Douwe wordt aan Roderick voorgesteld na de plechtigheid, en dan Roderick blijkt niemand minder dan Florijn zelf te zijn. Vermomd was hij naar Falckesteyne afgereisd, zodat hij en zijn oom de plannen van Justus in stilte konden ondermijnen. Zijn oom had hem eergisteravond geroepen en meegenomen om met Gwendoline te praten, waarna ze hem de beurs had gegeven. De onbekende mannen voor wie Douwe zich even later verstopte waren Florijn zelf en de schout; Douwe verstoorde onbedoeld hun plan dus juist. 
Justus en zijn handlanger Alfons zijn intussen ontsnapt en hebben een deel van de bruidsschat gestolen. Gwendoline beseft dat ze nu nooit meer zullen durven terugkomen en overtuigt haar man hen maar te laten lopen. In Falckesteyne wordt hierna feest gevierd ter gelegenheid van het huwelijk van Roderick en Gwendoline.

## Varia
- De setting van dit verhaal is geheel middeleeuws, terwijl de meeste andere Douwe Dabbert-verhalen zich een paar eeuwen later lijken af te spelen.
- Florijn zingt in de herberg het Lied van Heer Halewijn.
- Er bestond vroeger het graafschap Falkenstein, en nu zijn er nog diverse plaatsen in Duitsland en Oostenrijk die Falkenstein heten.